# Wałki (Jodłówka-Wałki)
Wałki – część wsi Jodłówka-Wałki w Polsce, położona w województwie małopolskim, w powiecie tarnowskim, w gminie Tarnów
W latach 1975–1998 miejscowość administracyjnie należała do województwa tarnowskiego.